# Aeropuerto de Newquay Cornwall
El Aeropuerto de Newquay Cornualles (en inglés Newquay Cornwall Airport) (IATA: NQY, OACI: EGHQ) es el principal aeropuerto comercial de Cornualles (Inglaterra, Reino Unido), ubicado en Mawgan in Pydar 4 nmi (7,4 km) al noreste de Newquay en la costa norte de Cornualles. El aeródromo fue previamente gestionado por el grupo RAF St Mawgan antes de que la pista pasase nuevamente a manos públicas en diciembre de 2008. El aeropuerto se encuentra próximo a diversas atracciones turísticas como el Proyecto Eden, y Tate St Ives. Está próximo así mismo a la ciudad de Truro.
La pista es capaz de gestionar cualquier clase de avión militar o civil, habiendo sido construida y mantenida durante décadas por la USAF como base estratégica de bombardeo nuclear. Con el fin de la Guerra Fría y cambios en la política de prioridades americana, los americanos abandonaron la base a finales de 2009. El último vuelo del escuadrón de la RAF en San Mawgan fue efecuado por el escuadrón 203(R).

## Futura ampliación del aeropuerto

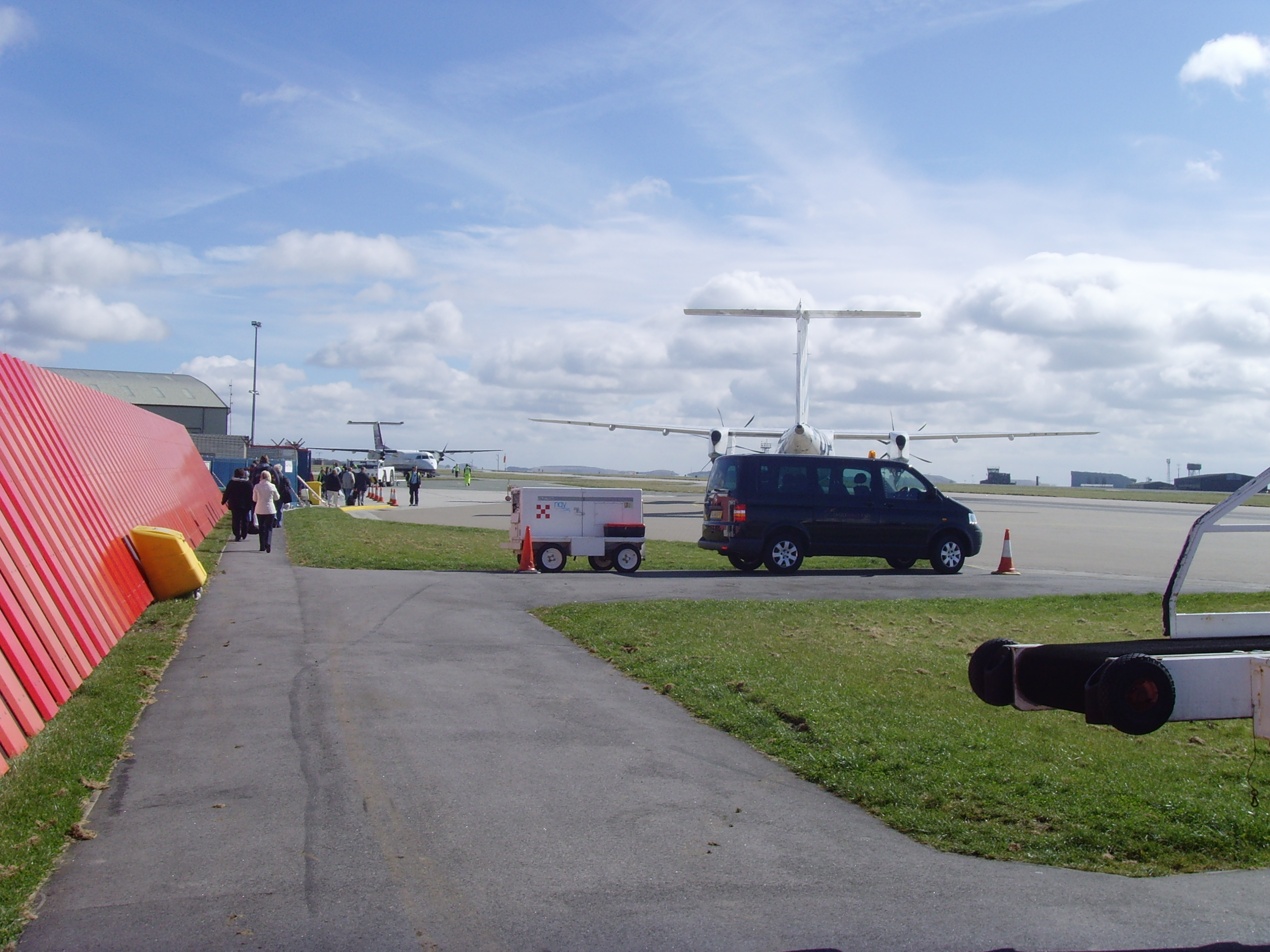
Vista de la plataforma con dos de las aerolíneas que operaban en NQY en verano de 2007.

La extensión de la terminal ha incrementado su tamaño en un 20% y fue inaugurada en 2006, aumentando la capacidad del aeropuerto hasta 450.000 pasajeros al año. El aeropuerto continúa creciendo, debido a su popularidad y al incremento de vuelos, conocido en la actualidad por ser una de las instalaciones regionales con el crecimiento más rápido en el Reino Unido. En enero de 2008, el Consorcio del Condado de Cornualles aprobó un plan de expansión de las salas de llegada y salida;  nuevas tiendas duty free; una sala vip y nuevas instalaciones aeroportuarias de la CAA, necesarias para preservar su licencia civil. En mayo de 2008, la nueva sala de llegadas y el mostrador de reclamación de equipajes fueron inaugurados; posibilitando que ahora se puedan operar vuelos de cabotaje e internacionales simultáneamente al contrario de lo que se podía hacer en la antigua sala de llegadas. También se ha añadido una nueva puerta de embarque en la sala de salidas.
En noviembre de 2008, tras diversas deliberaciones, el aeropuerto de Newquay presentó su Plan Director hasta 2030.

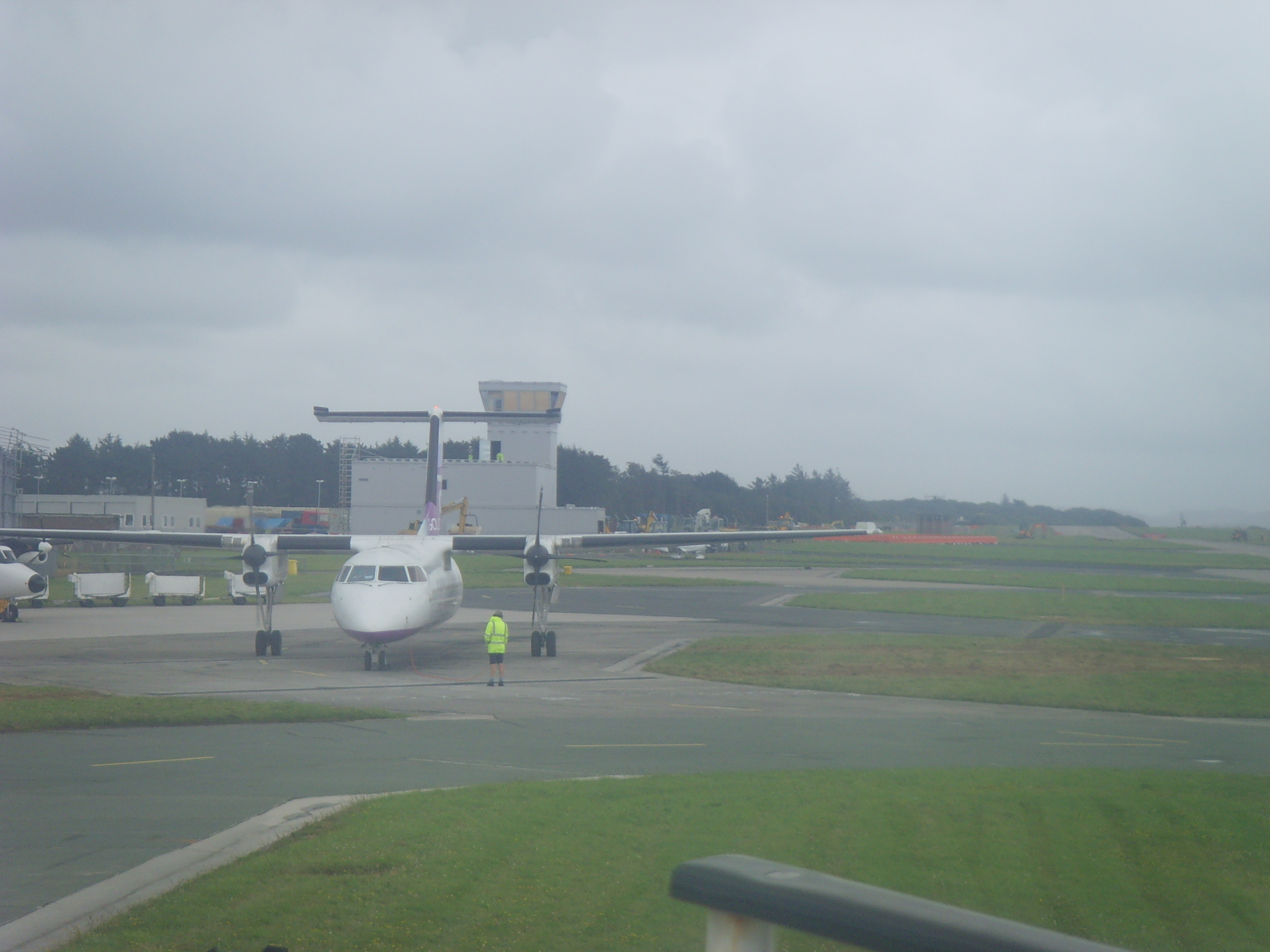
La nueva torre de control del aeropuerto de Newquay Cornualles a 29 de julio de 2008.

## Tasa de pasajeros
En 2006 el aeropuerto introdujo una tasa de desarrollo por pasajero de cinco libras esterlinas, abonable por parte de los pasajeros a través de un cajero antes de pasar el control de seguridad. Esto provocó que Monarch Airlines cancelase su ruta en este aeropuerto (a Málaga-Costa del Sol) y Ryanair redujo el número de vuelos, aunque estos fueron más tarde recuperados.

## Beneficios
- Bajo nivel de utilización.
- Una sola terminal.
- 10 minutos de carga o descarga de pasajeros gratuitos.

## Aerolíneas y destinos
| Aerolíneas             | Destinos                                                                     |
| ---------------------- | ---------------------------------------------------------------------------- |
| Aer Lingus             | Belfast–City, Dublín                                                         |
| Aurigny                | Estacional: Guernsey (inicia 23 de julio de 2024)                            |
| Eastern Airways        | Londres–Gatwick Estacional: Humberside                                       |
| easyJet                | Estacional: Glasgow, Mánchester                                              |
| Edelweiss Air          | Estacional: Zúrich                                                           |
| Eurowings              | Estacional: Düsseldorf                                                       |
| Isles of Scilly Skybus | Estacional: St Mary's                                                        |
| Loganair               | Aberdeen, Isla de Man, Mánchester Estacional: Edimburgo, Newcastle upon Tyne |
| Ryanair                | Alicante, Dublín, Faro, Londres–Stansted, Málaga Estacional: Edimburgo       |
| Scandinavian Airlines  | Estacional: Copenhague                                                       |

## Estadísticas
Ver fuente y consulta Wikidata.
| Puesto | Aeropuerto       | Pasajeros | Variación % |
| ------ | ---------------- | --------- | ----------- |
| 1      | Londres–Gatwick  | 64.791    | 529,6%      |
| 2      | Mánchester       | 60.277    | 78,2%       |
| 3      | Alicante         | 30.433    | 241,8%      |
| 4      | Faro             | 20.382    | 281,5%      |
| 5      | Dublín           | 17.399    | 30.969,6%   |
| 6      | Edimburgo        | 12.879    | 46,9%       |
| 7      | Londres–Heathrow | 11.701    | 14,5%       |
| 8      | Newcastle        | 5.972     | 10,3%       |
| 9      | Glasgow          | 5.523     | 18,7%       |
| 10     | Düsseldorf       | 3.412     | nueva ruta  |